# Dimos Kalymnos
Dimos Kalymnos (Kalymnos) är en kommun i Grekland.   Den ligger i prefekturen Nomós Dodekanísou och regionen Sydegeiska öarna, i den sydöstra delen av landet, 300 km öster om huvudstaden Aten. Antalet invånare är 16 576. Dimos Kalymnos ligger på ön Kalymnos.